# Tephrosia macrantha
Tephrosia macrantha là một loài thực vật có hoa trong họ Đậu. Loài này được Pringle miêu tả khoa học đầu tiên.